# Nanobdella aerobiophila
Nanobdella aerobiophila ist eine Art der Archaeen. Es ist ein obligater Symbiont, der auf der Zelloberfläche des Archaeons Metallosphaera sedula lebt und mit ihm zellulär verbunden ist. Hier wird ein Transfer von wichtigen Nährstoffen und Metaboliten von Metallosphaera sedula zu Nanobdella aerobiophila durchgeführt. N. aerobiophila zeigt zwei Lebenszyklen, ein auf dem Wirt lebendes und ein freilebendes Stadium.
Nanobdella aerobiophila und Metallosphaera sedula sind thermoacidophile, also hohe Temperaturen und hohe Salzgehalte benötigende, Archaeen. Ihre geringe Größe und metabolische Abhängigkeit macht Nanobdella aerobiophila zu einem interessanten Modellorganismus für das Studium symbiotischer Interaktionen unter extremen Bedingungen.
Die Art zählt zu der sogenannten DPANN-Gruppe. Der Name kommt von den Anfangsbuchstaben der ersten fünf hierzu gestellten Phyla, Diapherotrites, Parvarchaeota, Aenigmarchaeota, Nanoarchaeota und Nanohaloarchaeota.

## Merkmale
Die Zellen von Nanobdella aerobiophila sind extrem kleine Kokken mit einem Durchmesser von 0,2–0,5 µm. Seine Größe entspricht der allgemeinen Charakteristik von DPANN-Archaea, die oft als ultrakleine Mikroorganismen beschrieben werden. Die Zellen besitzen einen S-Layer (15–20 Nanometer dick) und extrazellulären fadenförmigen Strukturen (50–80 Nanometer breit), die als Flagellen (bei Archeen als Archaellum bezeichnet) agieren. Die Zellen sind über eine 30 nm große Pore direkt mit Metallosphaera sedula verbunden. Diese Pore erlaubt vermutlich den Transfer von Metaboliten vom Wirt zum Symbionten.
Unter optimalen Wachstumsbedingungen beträgt die Verdopplungszeit von N. aerobiophila in der Kokultur mit Metallosphaera sedula 9,6 Stunden. Das Wachstum von N. aerobiophila und dem Wirt in der Kokultur wird durch den Zusatz von Tetracyclin oder Chloramphenicol gehemmt, nicht aber durch den Zusatz von Ampicillin, Penicillin, Kanamycin, Streptomycin oder Vancomycin.

## Stoffwechsel und Wachstum
Nanobdella aerobiophila ist ein obligater Ektosymbiont, es benötigt den Wirt Metallosphaera sedula zum Wachstum. Es kann keine Aminosäuren, Nukleotide, Lipide oder ATP synthetisieren und bezieht seine Nährstoffe wahrscheinlich vom Wirt. In der Kokultur wachsen N. aerobiophila und sein Wirt mit elementarem Schwefel oder proteinhaltigen Substanzen (d. h. Hefeextrakt, Pepton, Trypton und Casaminosäuren) als einzige Energiequellen, nicht aber mit H2, Fe(II), organischen Säuren (d. h. Acetat, Formiat, Pyruvat und L-Lactat) oder Zuckern (d. h. D-Glucose, D-Fructose und D-Galactose). Sowohl N. aerobiophila als auch sein Wirt wachsen nicht unter anaeroben Bedingungen. Es ist aerob, benötigt also Sauerstoff. Des Weiteren ist es eine thermoacidophile Art und wächst bei hohen Temperaturen von 60–75 °C (Optimum 65–70 °C) und in sauren Umgebungen mit pH-Werten von 1,0 bis 4,0 (Optimum pH 2,5).
Es folgt eine Tabelle zum Vergleich mit verwandten Archeen, welche ebenfalls in Verbindung mit anderen Organismen leben:
|                                                  | Nanobdella aerobiophila    | “Nanopusillus acidilobi”   | “Nanoarchaeum equitans”               | “Nanopusillus massiliensis” | “Nanoclepta minutus” Ncl-1 |
| ------------------------------------------------ | -------------------------- | -------------------------- | ------------------------------------- | --------------------------- | -------------------------- |
| Fundort                                          | Terrestrische heiße Quelle | Terrestrische heiße Quelle | Hydrothermaler Meeresschlot           | Mund eines Menschen         | Terrestrische heiße Quelle |
| Wachstumstemperatur, in Klammern bestes Wachstum | 60–75 (65–70)              | N.B. (80–85)               | 70–98 (90)                            | N.B. (37)                   | 60–90 (80–85)              |
| Tolerierte pH-Werte (Optimum)                    | 1.0–4.0 (2.5)              | N.B. (3–3.5)               | N.B. (5.5)                            | N.B. (7.0)                  | N.B. (6.0)                 |
| Wachstum unter aeroben Bedingungen               | Ja                         | Nein                       | Nein                                  | Nein                        | Nein                       |
| Wirt                                             | Metallosphaera sedula      | Acidilobus sp.             | Ignicoccus hospitalis                 | Methanobrevibacter oralis   | Zestosphaera tikiterensis  |
| Referenz                                         | Kato et al. 2022           | Wurch et al. 2016          | Hubert et al. 2002 Waters et al. 2003 | Hassani 2022                | St. John 2019              |

N.B.: nicht bestimmt

## Genetik
Das komplette Genom von N. aerobiophila hat eine Größe von 669 kb und einen GC-Gehalt von 24,9 %. Es enthält: 736 proteinkodierende Gene (CDSs), ein rRNA-Operon (5S, 16S, 23S), 43 tRNA-Gene und zwei CRISPR-Regionen.
Das Genom kodiert eine große Anzahl von Proteinen bzw. Enzyme, die an Translation, Transkription, Replikation, Transport und Zellteilung beteiligt sind, aber keine für den Citratzyklus, den Pentosephosphatweg, die Atmung und keine für die Biosynthese von Aminosäuren, Nukleotiden, Cofaktoren, Vitaminen, Lipiden und ATP.
Es wurden Gene für den Stoffwechselweg der Glykolyse nachgewiesen, aber keine für die Stoffwechselwege von Glukose zu Glucose-6-phosphat, Fructose-6-phosphat zu Glycerinaldehyd-3-phosphat (GAP) und 3-Phosphoglycerat zu GAP. Dies verdeutlicht die metabolische Abhängigkeit vom Wirt.
Interessanterweise besitzt N. aerobiophila Gene für Superoxiddismutase (SOD) und Cytochrom bd Ubiquinol-Oxidase Subunit I (CydA), die wahrscheinlich helfen, mit reaktiven Sauerstoffspezies umzugehen.

## Symbiose

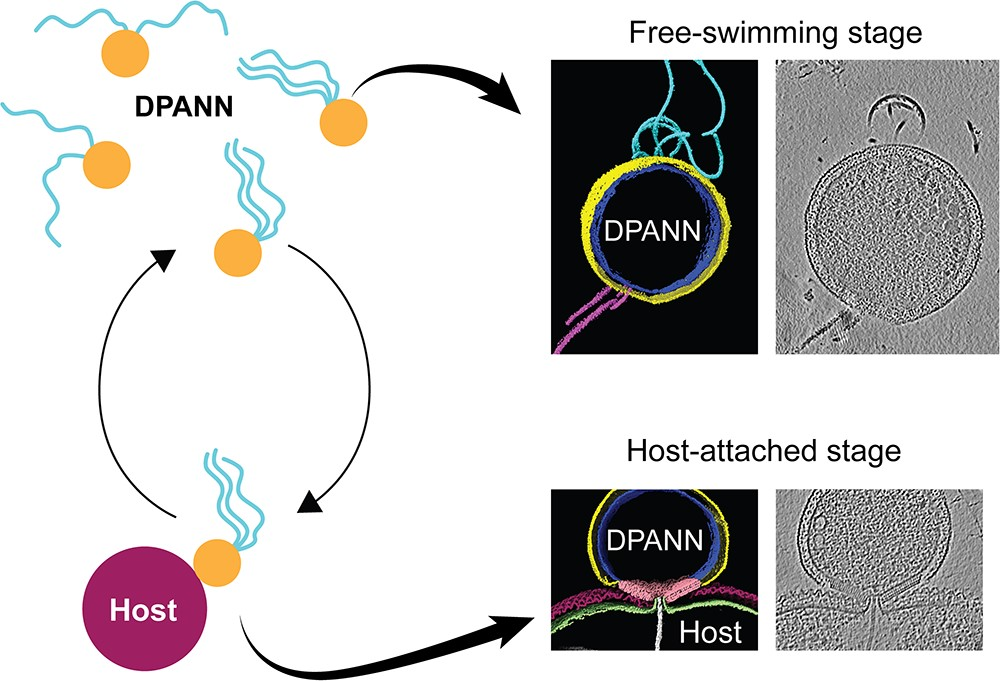
Nanobdella aerobiophila

Nanobdella aerobiophila lebt auf dem Archaellum Metallosphaera sedula. Die beiden Archaeen sind durch eine 30-nm große Pore verbunden, die eine direkte cytoplasmatische Verbindungen erlaubt. Diese Verbindung ist für N. aerobiophila von entscheidender Bedeutung, da seinem stark reduzierten Genom viele der Gene fehlen, die für den Stoffwechsel und die Biosynthese essentieller Biomoleküle benötigt werden.
Es handelt sich bei Nanobdella aerobiophila um einem ektobiotischen Lebenszyklus mit zwei unterschiedlichen Stadien: Ein freilebendes, bewegliches und eins auf dem Wirt lebendes Stadium. Die erste Phase ist ein wirtssuchendes Stadium mit freien N. aerobiophila-Zellen, wobei sie ein Flagellum (bei Archeen als Archaellum bezeichnet) besitzen. Die Beweglichkeit durch ein Archaellum ist ein Merkmal, das bis 2024 bei keinem anderen DPANN-Archaeon bekannt war. Es ist interessant, da der Aufbau und die Rotation eines Archaellums ATP-abhängig sind. Aufgrund des reduzierten Genoms kann N. aerobiophila jedoch wahrscheinlich kein ATP selber produzieren – die Gene für die ATP-Synthase wurden in seinem Genom nicht identifiziert. Daher könnte man sich ein Szenario vorstellen, in dem die N. aerobiophila-Zellen ein Archaellum aufbauen, während sie an den Wirt gebunden sind, und ATP vom Wirt aufnehmen und speichern, um dann schwimmen zu können und einen neuen Wirt zu finden, bevor ihr ATP-Pool erschöpft ist. Ein alternatives Szenario könnte die ATP-Produktion durch Phosphorylierung auf Substratebene, da das N. aerobiophila- Genom Gene der Glycolyse kodiert, die Gene für die Umwandlung von Glukose zu Glukose-6-phosphat fehlen allerdings. Die Motilität erhöht die Chancen, auf einen Wirt in der Umgebung zu treffen, und kann dazu beitragen, die im freischwimmenden Stadium ohne Nahrungsaufnahme verbrachte Zeit so weit wie möglich zu reduzieren.
Wenn N. aerobiophila auf den Wirt trifft, erfolgt eine enge Bindung über ein komplex organisiertes Attachment-Organell. Dabei verbinden sich die Zellen des Symbionten und des Wirts über eine 30-nm-Pore, welche eine direkte cytoplasmatische Verbindung ermöglicht. Diese strukturierte Verbindung erleichtert den gezielten Austausch von Metaboliten. Über diesen Kontakt werden essentielle Biomoleküle wie Aminosäuren, Zucker, Nukleotide, Cofaktoren und Vitamine vom Wirt an N. aerobiophila abgegeben, wodurch die metabolische Abhängigkeit des stark reduzierten Genoms kompensiert wird. Zudem ermöglicht die stabile, langfristige Verbindung dem Symbionten, in einem energie- und nährstoffreichen Umfeld zu verbleiben, ohne erneut in den freischwimmenden, energiearmen Zustand übergehen zu müssen.
Diese Lebensweise von N. aerobiophila MJ1T ähnelt der von Bakteriophagen oder Viren. Vielleicht zeigen einige andere DPANN-Archaeen, die auf anderen Archeen wachsen, einen ähnlichen Lebenszyklus.
Der Wirt Metallosphaera sedula ist obligat aerob, also auf Sauerstoff angewiesen. Des Weiteren ist er fakultativ chemolithoautotroph: Er kann auf Schwefel enthaltenden (sulfidischen) Erzen, wie Pyrit, Sphalerit und Chalkopyrit wachsen. Des Weiteren nutzt er im Labor auch Schwefel (S0), das Endprodukt ist Schwefelsäure. Außerdem kann es auch eine aerobe Wasserstoffoxidation zur Energiegewinnung durchführen. Bei Metallosphaera sedula wurde auch die interessante Entdeckung gemacht, das er auch von einem Meteoriten stammendes, extraterrestrisches Material verwerten kann. Dies macht es auch interessant für die Astrobiologie.
Da Nanobdella aerobiophila zusammen mit seinem Wirt kultivierbar ist, bietet es innerhalb des DPANN-Superstamms ein wertvolles System zur Untersuchung der molekularen Mechanismen, die diese engen Partnerschaften steuern. Sein kleines Genom und seine metabolischen Abhängigkeiten sind gut für das Verständnis der minimalen genetischen Anforderungen für das Leben zusammen mit einer Wirtszelle. Die einzigartige Physiologie von Extremophilen im Allgemeinen verspricht oft die Entdeckung neuartiger Enzyme oder Prozesse mit potenziellem Nutzen für Industrie und Umwelt. Durch weitere Erforschung dieses Archaeons könnten in Zukunft möglicherweise solche Anwendungen gefunden werden.

## Systematik
N. aerobiophila zählt zu der Gruppe der Nanobdellati.
Die Art N. aerobiophila ist momentan die einzige anerkannte Art der Gattung Nanobdella (Stand März 2025).
Allerdings wurde im Januar 2024 ein zweiter Stamm (mit der Bezeichnung Nanobdella YN1) isoliert, welcher eine neue Art darstellt. Die genaue Beschreibung steht noch aus (Stand März 2025). Dieser Stamm wurde in Verbindung mit dem Archaeum Sulfurisphaera ohwakuensis YN1HA gefunden, es handelt sich auch hierbei um eine Symbiose. Aufgrund von 16S rRNA-Gensequenzen ist der nächstgelegene Vertreter von N. aerobiophila Stamm MJ1T der „Nanopusillus acidilobi“-Stamm N7A mit einer Ähnlichkeit von 86,0 % der 16S rRNA-Gensequenz.
Nanobdella zählt zu der DPANN-Gruppe. Von der zu den
„Nanoarchaeota“ zählende Art Nanoarchaeum equitans wurde zum ersten Mal eine ektosymbiotische Beziehung zwischen zwei Archaeenarten beschrieben.
DPANN umfasst verschiedene kleine, symbiotische Archaeen. Da es sich um ektosymbiotische Archaeen handelt, ist es schwierig sie zu kultivieren und näher zu Untersuchen.
Eine kleine Genomgröße sowie reduzierte metabolische Fähigkeiten sind gemeinsame Merkmale dieser Archaeen.
Die Tatsache, dass Nanobdella unter aeroben Bedingungen wachsen kann, unterscheidet sie von anderen Vertretern dieser Gruppe, die in der Regel anaerob sind. Dies ist ein wichtiger Punkt für die Unterscheidung.
Der Name Nanobdella bezieht sich auf die geringe Größe („Nano“) und die blutegelartige Bindung an den Wirt („bdella“), während der Artname N. aerobiophila auf die Benötigung von Sauerstoff hinweist.

## Genutzte Literatur
- Shingo Kato, Takashi Itoh & Moriya Ohkuma: Nanobdella (2023) In: Bergey's Manual of Systematics of Archaea and Bacteria. 1. Auflage. Wiley, 2015, ISBN 978-1-118-96060-8, doi:10.1002/9781118960608.gbm01370.pub2 (wiley.com [abgerufen am 16. März 2025]).
- Vasil A Gaisin, Marleen van Wolferen, Sonja-Verena Albers, Martin Pilhofer: Distinct life cycle stages of an ectosymbiotic DPANN archaeon. In: The ISME Journal. Band 18, Nr. 1, 8. Januar 2024, ISSN 1751-7362, doi:10.1093/ismejo/wrae076, PMID 38691426, PMC 11104419 (freier Volltext) – (oup.com [abgerufen am 19. März 2025]).